# Eduard Heis

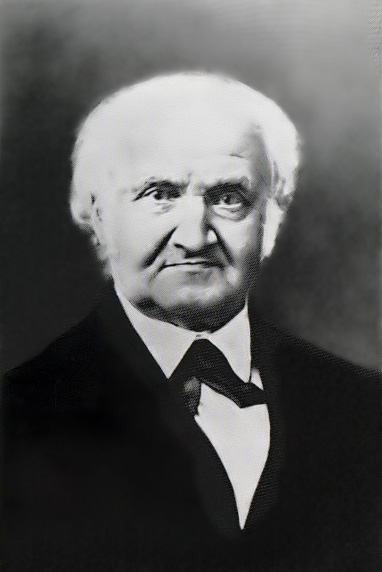
Eduard Heis

Eduard Heis (* 18. Februar 1806 in Köln; † 30. Juni 1877 in Münster) war ein deutscher Mathematiker und Astronom. Als Mittelschullehrer gründete er die Volkssternwarte Aachen und erforschte unter anderem periodische Meteorströme und die Helligkeit der Milchstraße. Nach der Veröffentlichung mathematischer Lehrbücher wurde er an die Universität Münster berufen, wo er später Rektor wurde.

## Werdegang
Heis besuchte bis 1824 ein Gymnasium in Köln und nahm anschließend ein Studium in Bonn auf. Während seiner Studienzeit wurde er mit zwei Preisen ausgezeichnet, zum einen für die Übersetzung eines lateinischen Textes, „De sectione determinata“ von Apollonius Pergaeus, zum anderen für die Berechnung einer von Ennius beschriebenen Sonnenfinsternis („Soli luna obstitit et nox“), die von Cicero erwähnt wurde. 1852 wurde er an der Universität Bonn promoviert.
Nach dem Studium lehrte Heis Mathematik und Naturwissenschaften an einer Kölner Realschule und dem dortigen Friedrich-Wilhelm-Gymnasium. 1837 wechselte er als Oberlehrer an die Real- und Gewerbliche Schule nach Aachen. Auf dem Dach der Aachener Bürgerschule errichtete er einen „Himmelsposten“ für astronomische Beobachtungen, dem Vorläufer der Volkssternwarte Aachen. Während dieser Zeit führte er umfangreiche Himmelsbeobachtungen durch, wobei er sich insbesondere mit veränderlichen Sternen und Meteoren beschäftigte. 1839 begann er, die Häufigkeit und Intensität der Perseiden und anderer periodischer Meteorströme zu untersuchen (siehe unten).
1852 ging Heis auf Nachfrage von Alexander von Humboldt an die Universität Münster und übernahm für die nächsten 25 Jahre den Lehrstuhl für Mathematik und Astronomie. 1869 wurde er Rektor der Universität. Er wurde Ehrenmitglied der Katholischen Studentenverbindung Alsatia (jetzt V.K.D.St. Saxonia Münster im CV).
Da Heis in Münster nur ein vierzölliges Teleskop (ein Fernrohr mit 10 cm Objektivöffnung) vorfand, beobachtete er den Himmel vor allem freiäugig, wobei er insbesondere die Milchstraße, das Zodiakallicht und Polarlichter untersuchte. Darüber hinaus beschäftigte er sich mit dem Phänomen der Sonnenflecke.
Die Ergebnisse seiner Beobachtungen stellte er in mehreren Veröffentlichungen dar, darunter einem Himmelsatlas mit zwölf Karten („Atlas Coelestis“), einem Sternkatalog mit 5.421 Sternen sowie der ersten naturgetreuen Zeichnung der Milchstraße. 1849 erschien ein Werk über seine Meteorbeobachtungen, in dem er 15.000 Meteore beschrieb.
Daneben veröffentlichte er mathematische Lehrbücher. Seine „Sammlung von Beispielen und Aufgaben aus der allgemeinen Arithmetik und Algebra“ erreichte 107 Auflagen in mehreren Sprachen.

## Perseiden und weitere periodische Meteorströme
Den dunklen Himmel seiner Dachsternwarte auf der Terrasse der Aachener Bürgerschule nützte Heis für viele Arten freiäugiger Himmelsbeobachtungen, vor allem von veränderlichen Sternen und Meteoren. 1839 begann er, die Häufigkeit und Intensität der Perseiden und anderer periodischer Meteorströme detailliert zu untersuchen.
Eine Zusammenfassung seiner 10-jährigen Beobachtungen veröffentlichte er 1849 im DuMont-Verlag Köln unter dem Titel Die periodischen Sternschnuppen und die Resultate der Erscheinungen, abgeleitet aus den während der letzten zehn Jahre zu Aachen angestellten Beobachtungen. Er analysiert darin die Bahnspuren von 1761 Meteoren, die er während sechs Jahren in etwa 20 Sommernächten sowie im November und Dezember beobachten konnte.
Heis konnte als einer der ersten Astronomen -- 30 Jahre vor Giovanni Schiaparellis bahnbrechender Arbeit über den Zusammenhang von Sternschnuppen und Kometen -- nachweisen, dass der Großteil der Meteore jahreszeitlich periodisches Verhalten zeigt. Er analysierte nicht nur die schon langen bekannten Perseiden, sondern festigte die Kenntnis über erst später so benannten Cygniden, Ursiden und Leoniden.
Aus den einzelnen in seinen Sternatlas eingezeichneten Sternschnuppen bestimmte er sogenannte Mittelspuren, für die er jeweils 5–10 annähernd parallele Leuchtspuren zusammenfasste. Von den sommerlichen Meteoren waren etwa 20–50 % Perseiden und 10–20 % Cygniden, deren Radianten er aus dem Schnitt ihrer jeweils 3–5 Mittelspuren berechnete. Die Perseiden-Radianten lagen im Durchschnitt bei 50°/54° -- was gut zu den heutigen Werten passt -- und streuten im Mittel um ±3° (RA.cosD) bzw. ±2° (D). Auffällig ist allerdings, dass die Perseiden-Maxima eher am 11. August als in der Folgenacht 12./13. August auftraten.
Die Radianten der Kappa-Cygniden bestimmte Heis zu etwa 303°/62° mit Standardabweichungen von ±4° bzw. ±2°. Daneben konnte er einen weiteren Sternschnuppenschwarm feststellen, der etwa vom Polarstern ausging. Neben diesen periodischen Schwärmen traten etwa 10–20 % nicht zuzuordnende Meteore auf, die man heute als sporadisch bezeichnet.
Für die November- und Dezember-Sternschnuppen konnte Heis folgende vier Radianten feststellen: 37°/39° im Perseus, 8°56° in der Cassiopeia, 280°/51° im Drachen und 150°/28° im Großen Löwen. Letzterer (meist nur schwacher) Meteorstrom gehört zu den Leoniden, die nur alle 33 Jahre verstärkt auftreten.

## Publikationen und Ehrungen
Eduard Heis war Mitbegründer der Zeitschrift „Natur und Offenbarung“ (1855) und von 1857 bis 1877 Herausgeber der naturwissenschaftlichen „Wochenschrift für Astronomie, Meteorologie und Geographie“.
Als tiefgläubiger Katholik widmete er seinen Himmelsatlas dem Papst Pius IX. sowie Pater Angelo Secchi, dem Leiter der Vatikansternwarte. Kurz vor seinem Tod arbeitete er an einem Entwurf zur Gestaltung der Decke des St.-Paulus-Domes zu Münster mit symbolisch dargestellten Sternbildern: „Die alte Bemalung des Domgewölbes zu Münster wurde freigelegt; in der Gegend des Hochaltars blieben aber fünf Kappen übrig, wo man das Alte nicht mehr wiederherstellen konnte. Auf seinen [Heis'] Rat wählte man fünf Sternbilder (Pisces, Virgo, Orion, Ursa maior, Crux) aus, die bis auf eins im Himmelsatlas vorkommen. Sie wurden golden auf blauem Grunde, nach seinen Kartons angebracht.“
Heis starb, drei Monate vor seinem 50-jährigen Dienstjubiläum als Lehrer, an einem Schlaganfall.
Zeitzeugen beschreiben ihn als hervorragenden Lehrer, väterlichen Freund seiner Studenten sowie vorbildlichen Ehemann und Vater.
Für seine Leistungen wurden ihm zahlreiche Ehrungen zuteil. 1852 erhielt er die Ehrendoktorwürde der Universität Bonn. Am 1. Juni 1861 (Matrikel-Nr. 1959) wurde er mit dem Beinamen Hevel zum Mitglied der Leopoldina gewählt. 1874 wurde er in die Royal Astronomical Society von London aufgenommen. Er war Mitglied der wissenschaftlichen Gesellschaft in Brüssel.
Zu seinem Gedenken wurde der Mondkrater Heis nach ihm benannt. In Münster trägt die „Heisstraße“ seinen Namen, in Köln die „Eduard-Heis-Straße“.

## Schriften
- Der im October 1835 sichtbare halley'sche Komet in seiner wahren und scheinbaren Bahn während der Jahre 1835 und 1836. Köln 1835.
- Die periodischen Sternschnuppen und die Resultate der Erscheinungen, abgeleitet aus den während der letzten zehn Jahre zu Aachen angestellten Beobachtungen. Köln 1849. (Google Books)
- De Magnitudine Relativa de Numeroque Accurato Stellarum. Quae solis oculis conspiciuntur Fixarum. Köln 1852. (Google Books)
- Atlas Coelestis Novus. DuMont-Schauberg, Köln 1872. (Archive)
- Sternschnuppen-Beobachtungen. 1875.
- Zodiakal-Beobachtungen.
- Sammlung von Beispielen und Aufgaben aus der allgemeinen Arithmetik und Algebra. Köln 1872.